# 徐明 (1914年)
徐明（1914年—？），男，广东五华人，新加坡归侨，中华人民共和国政治人物，曾任湖南省人民委员会副省长，湖南省军区生产指挥部副主任，湖南省革命委员会财贸办公室副主任。